# Unguiculariopsis lettaui
Unguiculariopsis lettaui är en lavart som först beskrevs av Grummann, och fick sitt nu gällande namn av Coppins 1990. Unguiculariopsis lettaui ingår i släktet Unguiculariopsis och familjen Helotiaceae.  Arten är reproducerande i Sverige. Inga underarter finns listade i Catalogue of Life.